# Alban Liechti
Alban Liechti, né le 24 avril 1935 dans le 15e arrondissement de Paris et mort le 28 août 2024, à Plaisir (Yvelines), est un militant associatif français, connu pour avoir été emprisonné pendant quatre ans lors de la guerre d'Algérie après avoir refusé d'obéir.

## Biographie

### Jeunesse militante
Il est l'aîné d'une fratrie de neuf enfants. Il fait partie d'une famille de militants communistes, avec un père engagé dans la résistance, auprès des FTP. En 1948, il commence à vendre L'Humanité et contribue, deux ans plus tard, à faire signer l'appel de Stockholm pour l'interdiction absolue de l'arme atomique. Il adhère à l'Union des jeunesses républicaines de France en 1950, et il en devient secrétaire. Il milite contre la guerre d'Indochine et participe à plusieurs manifestations, notamment celle du 28 mai 1952 contre la venue à Paris du général Ridgway, au cours de laquelle il est blessé et hospitalisé, celle du 19 juin 1953 contre l'exécution des époux Rosenberg, et celle du 14 juillet 1953, qui se solde par un massacre.

### Guerre d'Algérie

#### Premier refus
Alban Liechti est affecté au 5e régiment du génie (5e RG) en mars 1956. À l'approche de sa mobilisation en Algérie, il adresse le 2 juillet 1956 une lettre au président René Coty, lui expliquant son refus de participer à la guerre : 

« J'ai suivi avec attention l'instruction militaire. J'ai suivi volontairement le peloton. Je suis prêt à combattre quiconque s'attaquerait à ma patrie. Je veux être fidèle aux traditions françaises de lutte pour la liberté et la justice. [...] Dans cette guerre, ce sont les Algériens qui défendent leurs femmes, leurs enfants, leur patrie, ce sont les Algériens qui combattent pour la paix et la justice. C'est l'amitié entre Français et Algériens que je veux défendre. C'est aussi la Constitution française que je respecte puisqu'il est dit dans son préambule : "La République française n'entreprendra aucune guerre de conquête et n'emploiera jamais ses forces contre la liberté d'aucun peuple"... Et plus loin : "Fidèle à sa mission traditionnelle, la France entend conduire les peuples dont elle a pris la charge à la liberté de s'administrer et de gérer démocratiquement leurs propres affaires"... C'est pour ces deux raisons que je ne peux prendre les armes contre le peuple algérien en lutte pour son indépendance. »

 Il milite également au sein de son régiment et convainc 30 de ses 35 camarades de régiment de signer une pétition pour un cessez-le-feu. Alban Liechti est cependant mobilisé en Algérie le 5 juillet 1956.
Il refuse de prendre son arme à Alger, entraînant sa tonte et sa mise au secret dans une prison militaire de Tizi Ouzou, où il ne peut écrire et recevoir de courrier, du 6 au 16 juillet,. Transféré au 228e bataillon d'infanterie, il refuse à nouveau d'obéir et est envoyé en prison régimentaire à Oued Aïssi, dans une véritable « cabane à lapin », du 16 au 28 juillet. Ce jour-là, il est transféré à la prison régimentaire de Fort-National (Larbaâ Nath Irathen), où il est incarcéré dans des conditions beaucoup moins dures jusqu'au 4 septembre. De corvée d'ordures, il peut sortir des murs de la ville pour aller à la décharge. En septembre, l'avocate Claudine Saramito transmet son nom au Secours populaire français (SPF), qui accepte d'assurer sa défense. Il reçoit finalement un ordre de mission pour rejoindre, seul, Colomb-Béchar, où il se rend le 8 octobre. À son arrivée, il est incarcéré dans la caserne des spahis de la ville, puis dans une autre caserne jusqu'au 13 novembre. Le 14 novembre, il est transféré au centre pénitentiaire, rue Volland, à Alger. Le 19 novembre, il comparaît devant le tribunal militaire d'Alger, qui le condamne à deux ans de prison ferme pour refus d'obéissance. Au centre pénitentiaire d'Alger, il est incarcéré dans une cellule individuelle, quatorze mètres sous terre, très humide. Le 26 janvier 1957, il est transféré en train à la prison de Berrouaghia, où « la discipline est très dure ». Le 27 mars, il est transféré en train à la prison de Maison Carrée à Alger. Le 28 mars, il est mis au fond des cales d'un bateau en partance pour le port de Marseille, d'où il est conduit en fourgon cellulaire à la prison des Baumettes. Ses conditions de détention y sont meilleures qu'en Algérie. Le 1er mai, il est transféré en train à la prison de Carcassonne, où il est maintenu à l'isolement pendant treize mois. Parallèlement, s'organise la première campagne pour sa libération à l'initiative du SPF, de la CGT, du PCF, de la JC et de l'UJFF. Au total, 175 réunions sont organisées. Le 7 juin 1958, il est ramené en train à Marseille, où un important dispositif policier est déployé pour son arrivée à la gare Saint-Charles. Le 20 septembre, il est libéré et envoyé directement au 11e bataillon de chasseurs alpins (BCA) à Barcelonnette. 

#### Second refus
Le 16 février 1959, le commandant de sa compagnie lui annonce que la décision est prise de l'envoyer une seconde fois en Algérie. Disposant d'une permission de huit jours, il la met à profit pour préparer son second refus, qu'il rend public au cours d'une réunion publique puis dans une lettre qu'il adresse au président de la République, Charles de Gaulle, le 3 mars : « Soucieux de l’honneur de la France, conscient de servir les véritables intérêts de mon Pays, je renouvelle mon refus de partir en Algérie et je vous informe qu’à l’expiration de ma permission, je ne rejoindrai pas mon corps, mais me tiendrai à la disposition des autorités militaires à la caserne des Grande Ecuries place d’Armes à Versailles où se trouve mon domicile ». Le 7 mars, un avion militaire le conduit pour l'embarquement à Marseille. Arrivé de l'autre côté de la Méditerranée, il refuse une nouvelle fois de porter les armes et est incarcéré à la prison militaire de la caserne d'Orléans, puis au centre pénitentiaire d'Alger (CPA), dans l'attente de son procès, qui est repoussé du 12 au 26 mai en raison des commémorations des évènements du 13 mai 1958. Défendu par Gaston Amblard et René-William Thorp, « plus grand avocat de Paris à l'époque », il est une nouvelle fois condamné à deux ans de prison ferme, bien que trois des cinq juges militaires aient refusé de voter la peine. Alors que les autres soldats du refus sont transférés en France métropolitaine en juin 1959, lui reste incarcéré au CPA jusqu'en août. C'est de peur qu'il ne développe la tuberculose qu'il est finalement renvoyé à Marseille. Pendant son transfert, il est menotté avec une moudjahida (Zohra Drif selon Le Maitron, Louisette Ighilahriz selon ses propres déclarations). En octobre 1959, Alban Liechti et les autres soldats du refus incarcérés sont transférés de la prison des Baumettes au camp de Casabianda, qui bénéficie d'un régime plus ouvert. Ils y sont cependant soumis au travail agricole et à trois comptages par jour.
Son premier enfant naît le 13 octobre 1959, alors qu'il est encore en prison. Libéré et affecté à Bordj l’Agha, il accepte de porter une arme, mais seulement si elle n'est pas chargée. Sous la mobilisation de sa femme et une campagne menée par le Secours populaire, il obtient deux permissions en 1961. Leur deuxième enfant naît le 19 février 1962 ; Alban Liechti est libéré de ses obligations militaires en mars de la même année, à 27 ans.
Il est amnistié en 1966.

### Retour à la vie civile
Il travaille ensuite comme jardinier à la ville de Trappes. Il participe à la fondation de l'association des combattants de la cause anticoloniale en 1986. Il prend sa retraite en 1995.
Il publie un livre de souvenirs en 2005 : Le Refus (aux éditions Le Temps des cerises), avec un avant-propos de l'historien Alain Ruscio.

### Enterrement
Il est enterré le 4 septembre dans le carré 2 du cimetière Parc de Trappes. Plus de 200 personnes assistent à ses obsèques, dont le maire de la ville, Ali Rabeh, et le président d'Agir contre le colonialisme aujourd'hui (ACCA), Nils Andersson, qui prononcent chacun un discours. 